# Shenanigans
Shenanigans is een verzamelalbum van de Amerikaanse punkband Green Day, dat uitkwam in 2002. Het bevat B-kanten van andere albums, covers en een exclusief nieuw nummer: "Ha Ha You're Dead".

## Nummers
Alle nummers geschreven door Billie Joe Armstrong (tekst) en Green Day (muziek), behalve waar vermeld.
1. "Suffocate" (van "Good Riddance (Time of Your Life)") – 2:54
2. "Desensitized" (van "Good Riddance (Time of Your Life)") – 2:48
3. "You Lied" (van "Good Riddance (Time of Your Life)") – 2:26
4. "Outsider" (Dee Dee Ramone) (van "Warning") – 2:17
5. "Don't Wanna Fall in Love" (van "Geek Stink Breath") – 1:39
6. "Espionage" (van "Hitchin' a Ride") – 3:23
7. "I Want to Be on TV" (Fang) (van "Geek Stink Breath") – 1:17
8. "Scumbag" (Mike Dirnt / Green Day) (van "Warning") – 1:46
9. "Tired of Waiting for You" (Ray Davies) (van "Basket Case") – 2:33
10. "Sick of Me" (van "Hitchin' a Ride") – 2:07
11. "Rotting" (van "Good Riddance (Time of Your Life)") – 2:52
12. "Do Da Da" (van "Brain Stew/Jaded") – 1:30
13. "On the Wagon" (van "Basket Case") – 2:48
14. "Ha Ha You're Dead" (Mike Dirnt/Green Day) – 3:07